# Sa'ar 5 (lớp tàu corvette)

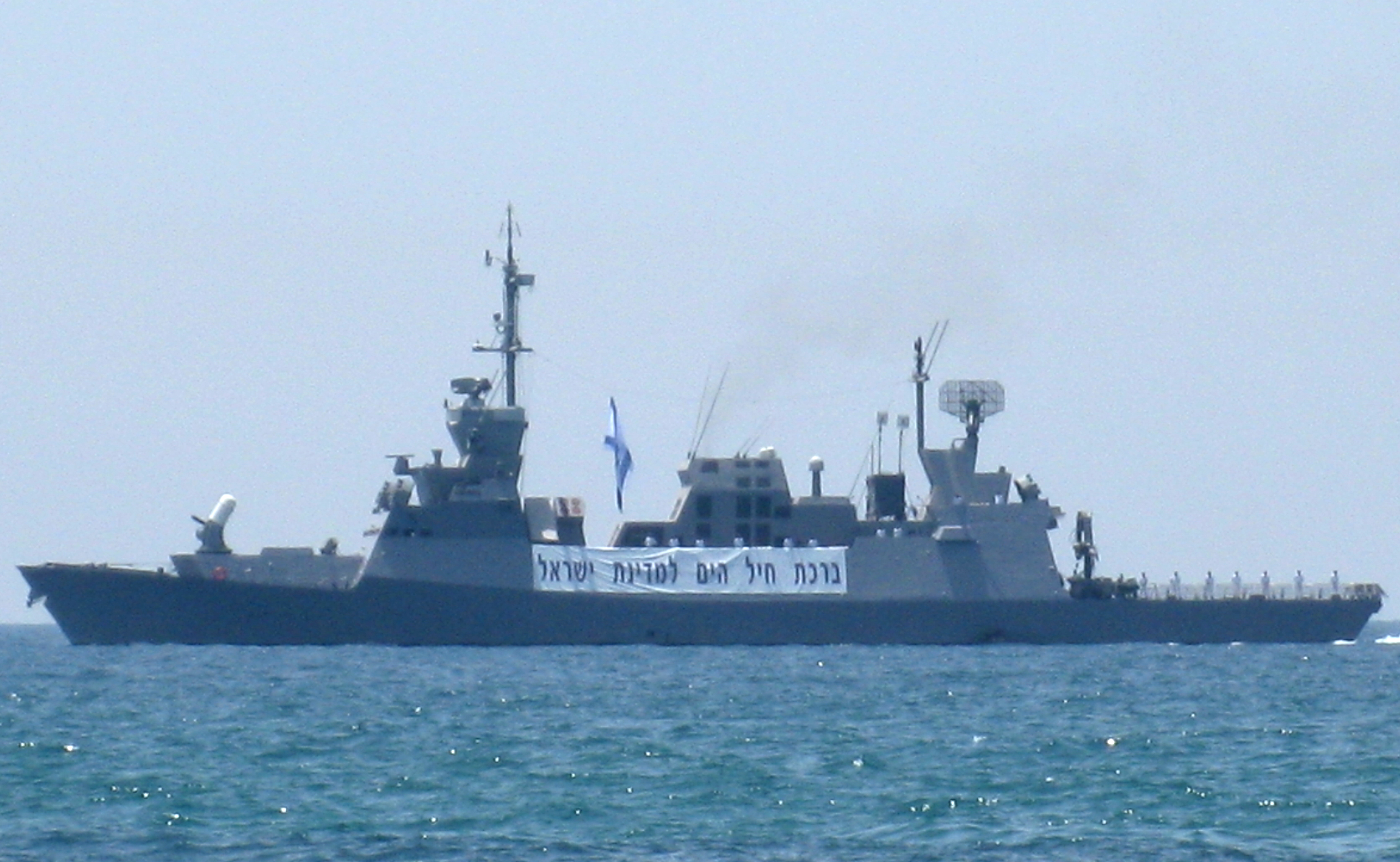
INS Eilat (501).

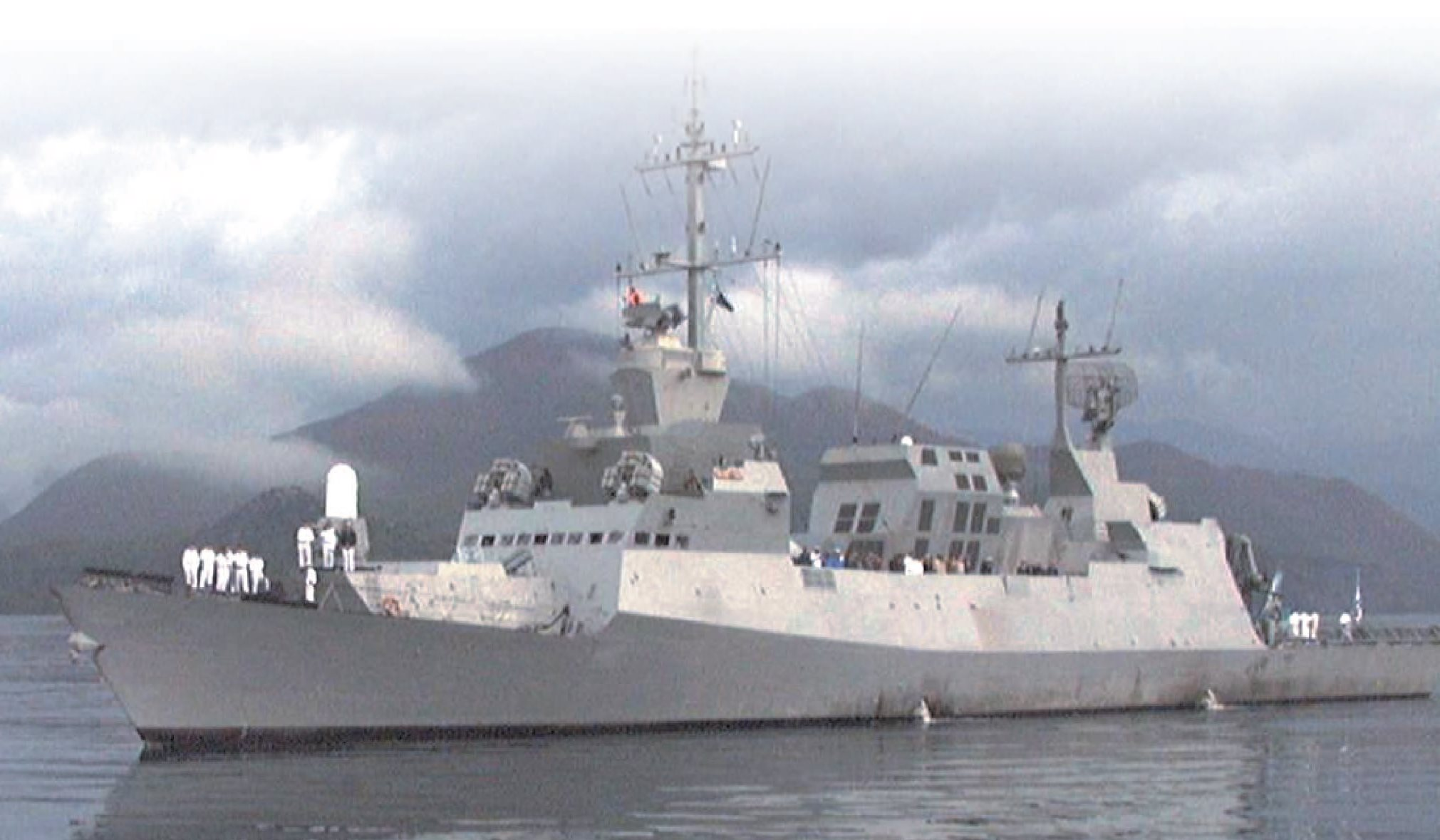
INS Lahav (502).

Sa'ar 5 (tiếng Do Thái: סער 5) là một lớp tàu hộ vệ thuộc biên chế của Hải quân Phòng vệ Israel (SCI). Vào cuối những năm 1970, các tướng lĩnh SCI đã đệ trình lên Bộ quốc phòng Israel kế hoạch phát triển một thế hệ chiến hạm mới nhằm thay thế cho các tàu hộ vệ được đóng từ thời Chiến tranh thế giới thứ 2 vốn đã quá lạc hậu. Dự án phát triển lớp tàu hộ vệ mới đã được Chính phủ Israel tiến hành phê chuẩn ngân sách tài chính vào đầu năm 1980 và được định danh là lớp Sa'ar 5. Nhà thầu chính của dự án là Tập đoàn Northop Grumman, Mỹ, Tổ hợp công nghiệp quốc phòng Israel đảm nhận phần thiết kế, việc thi công đóng mới được thực hiện bởi Nhà máy đóng tàu Huntington Ingalls Industries (tọa lạc tại thành phố Pascagoula, bang Mississippi). Từ năm 1993 – 1994, cả ba chiếc (INS Eilat, INS Lahav và INS Hanit) lần lượt được hạ thủy và đưa vào biên chế trong SCl.

## Thiết kế
Tàu hộ vệ lớp Sa'ar 5 được thiết kế dựa trên tàu hộ vệ lớp Sa'ar 4,5. Thiết kế của tàu được ứng dụng rộng rãi công nghệ tàng hình, nhờ đó đã giảm được cơ bản độ bộc lộ của tàu ở các dải radar, âm thanh, hồng ngoại và điện tử. Hai bên mạn của tàu được thiết kế khá dốc, các công trình sự né tránh mọi chi tiết 2 mặt hoặc 3 mặt với góc gấp 90 độ, phần lớn các hệ thống điện tử và vũ khí trên tàu đều được rút vào trong tàu, phần lớn các lỗ khe ở thân tàu và các mạn tàu được che chắn bằng các cửa chắn nhẹ, không ngấm nước để tăng khả năng tàng hình.
Cấu trúc thượng tầng và khu vực nhà chứa trực thăng của tàu được làm bằng vật liệu composite sợi thủy tinh, khiến tàu nhẹ hơn, dẫn đến giảm lượng tiêu hao nhiên liệu. Thân tàu làm bằng thép hàn và được chia thành các khoang kín nước làm tăng khả năng nổi trong trường hợp bị trúng đạn. Phần thân tàu phía dưới nước được trang bị vây ổn định nhằm làm tăng độ ổn định cho tàu trong điều kiện di chuyển tốc độ cao.
Nhiệm vụ của Sa'ar được xác định là tuần tra xa bờ, bảo vệ lãnh hải cũng như vùng đặc quyền kinh tế, thiết lập sự hiện diện chủ quyền tại những vùng biển xa. Bên cạnh đó, nó còn sẵn sàng tham gia tác chiến chống tàu mặt nước, chống ngầm và phòng không.
Tàu có lượng giãn nước đầy tải 1.272 tấn; chiều dài 85,6 m; chiều rộng 11,2 m; mớn nước 3,34 m; số lượng thủy thủ đoàn trên tàu khoảng 74 người.

## Lịch sử hoạt động
| Hình ảnh | Số hiệu | Tên       | Hạ thủy            | Đưa vào biên chế    | Đơn vị                |
| -------- | ------- | --------- | ------------------ | ------------------- | --------------------- |
|          | 501     | INS Eilat | Tháng 2 năm 1993   | 21 tháng 5 năm 1994 | Căn cứ hải quân Haifa |
|          | 502     | INS Lahav | Tháng 8 năm 1993   | 23 tháng 9 năm 1994 | Căn cứ hải quân Haifa |
|          | 503     | INS Hanit | 5 tháng 3 năm 1994 | 7 tháng 2 năm 1995  | Căn cứ hải quân Haifa |

Ngày 14 tháng 4 năm 2006, khi đang tuần tra ở khu vực mười dặm hải lý ngoài khơi bờ biển thủ đô Beirut trong khuôn khổ chiến dịch phong tỏa hệ thống cảng biển của Liban, tàu hộ vệ INS Hanit đã bị một quả tên lửa chống hạm C – 802 của Tổ chức quân sự Hồi giáo dòng Shi'a Hezbollah đánh trúng và gây hư hại nhỏ cho con tàu đồng thời làm bốn binh sĩ thiệt mạng (Trung sĩ kỹ thuật Tal Amgar, Hạ sĩ Shai Atas, Trung sĩ Yaniv Hershkovitz, và Trung sĩ tham mưu Dov Steinshuss). Được biết, trên tàu INS Hanit khi đó các hệ thống radar đã không hoạt động với đầy đủ chức năng và hệ thống đối phó điện tử cùng tên lửa Barak lại nằm ở trạng thái "nghỉ" trong hai phút. Vị thuyền trưởng chỉ huy không thể nhận thức được hết mối nguy hiểm. Tàu INS Hanit được đưa về Israel sửa chữa và tiếp tục quay lại chiến đấu ba tuần sau đó.
Tháng 4 năm 2008, tàu hộ vệ INS Lahav đã được điều động sang Thổ Nhĩ Kỳ để tham gia cuộc tập trận chung của lực lượng hải quân khối NATO.
Vào tháng 8 năm 2009, Hải quân Israel đã cử hai tàu hộ vệ INS Eilat và INS Hanit cùng với một tàu ngầm lớp Dolphin đi qua kênh đào Suez để tham gia vào các cuộc tập trận ở biển Đỏ. Động thái này được hiểu như là một đòn cảnh cáo dành cho Iran.
Ngày 31 tháng 5 năm 2010, các tàu hộ vệ INS Lahav, INS Hanit và tàu tên lửa INS Nitzachon đã tiến hành bao vây, tấn công và khống chế đoàn tàu chở hàng viện trợ quốc tế đến Gaza mang tên Freedom Flotilla (Hạm đội tự do), vụ đụng độ đã khiến 20 tình nguyện viên thiệt mạng.

## Hệ thống điện tử kết hợp
Tàu hộ tống Sa’ar 5 trang bị hệ thống chiến đấu hợp nhất, hệ thống là sự kết hợp phát triển giữa Israel Aircraft Industries (IAI-Tổ hợp công nghiệp hàng không Israel), Elbit System (công ty chuyên sản xuất thiết bị điện tử), Tadiran (công ty sản xuất thiết bị liên lạc). Hệ thống chiến đấu cung cấp khả năng tấn công và phòng thủ đa nhiệm.  
Sa’ar 5 được trang bị radar quét mạng pha điện tử chủ động AESA EL/M-2248 MF-STAR do IAI chế tạo. Radar được trang bị 4 mảng ăng-ten gắn trên đỉnh cột buồm mang lại khả năng kiểm soát mục tiêu 360 độ. Theo sự đánh giá của các chuyên gia quân sự hàng hải, EL/M-2248 có độ chính xác rất cao và hiệu suất tương đương với radar AN/SPY-1D trên các tàu khu trục lớp Arleigh Burke của Hải quân Liên bang Mỹ (US Navy), nó cung cấp các hình ảnh chất lượng cao, hỗ trợ giao diện vũ khí theo từng điều kiện thời tiết và môi trường khó khăn nhất trong lĩnh vực hải quân hiện tại cũng như tương lai. 
Kết hợp các công nghệ tiên tiến và hệ thống cấu trúc mạnh mẽ, radar EL/M-2248 sử dụng nhiều chùm tia điện tử và xung Doppler kỹ thuật số khác nhau, cũng như các kỹ thuật đối phó điện tử (ECCM) mạnh mẽ. 
Radar này có khả năng tự động theo dõi các mục tiêu trên không và trên biển cùng lúc. Bộ vi xử lý có khả năng chiếu xạ và dẫn hướng cho cả tên lửa hải đối không, tên lửa chống hạm và pháo hạm, trong khi vẫn duy trì khả năng bảo vệ nhóm chiến đấu trước nhiều mối đe dọa khác nhau. Radar hoạt động ở băng tần S, phát hiện các mục tiêu bay cao ở cự ly 250 km và các mục tiêu bay thấp như tên lửa hành trình, tên lửa chống hạm ở cự ly 25 km. 
Ngoài ra, tàu hộ vệ lớp Sa'ar 5 còn được trang bị radar giám sát, kiểm soát mục tiêu và cảnh báo mối đe dọa từ tên lửa EL/M-2238 do Elbit System chế tạo. Radar này hoạt động trên băng tần I/J/K và tương thích với nhiệm vụ hỗ trợ phòng thủ tên lửa. 
Về chống ngầm tàu hộ vệ lớp Sa'ar 5 được trang bị bộ định vị thủy âm (sonar) thế hệ mới do EDO New York, Mỹ và Công ty Rafael, Israel chế tạo. Bộ sonar gồm sonar kiểu mảng kéo Rafael và sonar kết hợp chủ/bị động phát hiện và xác định vị trí tàu ngầm Type 796. Type 796 là loại sonar hoạt động trên tần số trung bình. Anten của Type 796 được được gắn cố định trong quả cầu hình giọt nước ở mũi tàu, anten được tách rời khỏi các khoang trên tàu bằng bộ phận cách âm, giảm tối thiểu nhiễu thủy âm khi sonar hoạt động.một mảng gắn ở thân tàu và một mảng kéo theo. 
Thiết bị đối phó điện tử trên tàu gồm: hệ thống nhử mồi ngư lôi kiểu mảng kéo AN/SLQ-25 Nixie do Công ty Argon ST Fairfax, Virginia, sản xuất, radar cảnh báo sớm Elisra NS – 9003/9005 và hệ thống ống phóng mồi bẫy đối phó tên lửa chống hạm tầm nhiệt. Hệ thống AN/SLQ-25 Nixie bao gồm một số mồi bẫy được kéo bằng dây phía sau tàu. Những mồi bẫy này sẽ có khả năng mô phỏng tiếng động phát ra đúng với tần số của các thiết bị trong tàu như động cơ, buồng máy với cường độ lớn hơn để lôi kéo các loại ngư lôi sử dụng đầu dò sonar thụ động về phía nó thay vì lao về phía tàu chiến. Tàu còn được lắp đặt hệ thống chiến tranh điện tử tích hợp Deseaver MK II do Elbit Systems sản xuất, hệ thống Deseaver MK II kết hợp thiết bị phóng mồi bẫy dùng để dò tìm tín hiệu vô tuyến phát từ radar tàu và tên lửa đối phương, đồng thời phát tín hiệu gây nhiễu gây khó khăn cho đối phương trong việc phát hiện và tấn công tàu.  

## Pháo hạm
Sa’ar 5 không lắp pháo hạm mà sử dụng hệ thống pháo phòng không tầm gần Mk-45 Phalanx CIWS. Mk-15 Phalanx được lắp đặt ở phía đầu mũi tàu. Mk-15 Phalanx là hệ thống khép kín tích hợp bao gồm pháo, đạn và radar lắp trên 1 bệ duy nhất. Hệ thống được Chi nhánh Pomona thuộc Công ty General Dynamics (nay thuộc Tập đoàn Raytheon) phát triển vào cuối những năm 1960. Hệ thống thử nghiệm lần đầu vào năm 1973, bắt đầu sản xuất hàng loạt năm 1978, đến năm 1980 được đưa vào trang bị. Hệ thống Phalanx gồm pháo 6 nòng bắn nhanh Gatling M61A1 Vulcan cùng một radar hoạt động trên băng tầng K.  
Trong điều kiện chiến đấu, radar sẽ rà soát bầu trời, xác định các mục tiêu và lọc ra mục tiêu nguy hiểm nhất. Sau khi xác định được mục tiêu, radar điều khiển hỏa lực sẽ tính toán chính xác vị trí của địch để pháo 6 nòng Gatling M61A1 Vulcan khai hỏa. Radar của hệ thống Phalanx CIWS được chế tạo theo công nghệ chỉ điểm khép kín, có khả năng phát hiện máy bay từ cự ly 18 km, tên lửa hành trình có diện tích phản xạ radar 0,1 m² từ khoảng cách 12 km và bám bắt trong tầm 5 km.
Pháo Gatling M61A1 Vulcan được điều khiển bằng điện, tốc độ bắn rất cao, lên đến 4.500 viên/phút, tầm hiệu quả đạt 1.000 - 1.500 m, trong khi tầm bắn tối đa là 3.000 m. Gatling M61A1 Vulcan bắn rất nhanh nên pháo cũng rất nhanh hết đạn, việc nạp đạn phải làm bằng tay, sẽ cần 2 người để thay đạn, mỗi lần thay mất khoảng 5 phút. Hai hộp tiếp đạn bố trí bên hông pháo có sức chứa 500 viên mỗi hộp, tùy theo mục tiêu đường không hay mặt đất mà pháo sẽ bắn ra đạn nổ mảnh hoặc xuyên giáp (thông thường 1 hộp tiếp đạn chứa đạn nổ mảnh trong khi hộp còn lại mang đạn xuyên giáp). Đạn xuyên giáp vỏ tự huỷ (APDS) 20 mm của Mk-15 sử dụng đầu xuyên 15 mm bằng kim loại nặng (wolfram hoặc uran nghèo) được bao quanh bằng một guốc đạn plastic và một phần đáy kim loại nhẹ. Vỏ đạn sau khi bắn sẽ được đẩy ra từ phần dưới của bệ pháo theo hướng về phía trước.
Khi lọt vào tầm bắn của Phalanx CIWS, mọi mục tiêu - từ máy bay, tên lửa, bom hay đạn pháo - đều không thể thoát. Hoạt động hoàn toàn tự động dưới sự giám sát của con người, Phalanx CIWS có thể tiêu diệt mục tiêu ở khoảng cách 3,6 km. Trong một số điều kiện tác chiến, hệ thống Phalanx CIWS còn có thể bắn hạ các mục tiêu trên mặt nước, bao gồm các chiến hạm của đối phương.

## Ngư lôi
Để đối phó tàu ngầm đối phương, tàu hộ vệ lớp Sa’ar 5 được lắp đặt 2 hệ thống phóng ngư lôi với 3 ống phóng 324mm Mk-32 do Công ty Alliant Techsystems (ATK) chế tạo dành cho ngư lôi Mk-46. Hệ thống phóng được thiết kế có khả năng xoay, điều hướng và bắn từ xa (riêng việc bắn có thể thực hiện tại chỗ bằng tay) nhắm tới mục tiêu cần diệt. Các ống phóng được làm từ vật liệu sợi thủy tinh hoặc kim loại, bên trong ống được bọc một lớp sợi thủy tinh để bảo quản ngư lôi.
Chương trình chế tạo ngư lôi Mk-46 được bắt đầu vào năm 1960 nhằm thay thế cho ngư lôi Mk-44 đã lạc hậu. Ngư lôi Mk-46 chính thức được đưa vào trang bị năm 1967. Ngư lôi Mk-46 có vỏ làm bằng hợp kim nhôm, chiều dài 2,591m, đường kính 0,324m, trọng lượng 230,4 kg, vận tốc hành trình 45 hải lý (83,4 km/h) tầm bắn 11 km, khả năng lặn sâu 455m, hệ thống dẫn đường thủy âm chủ động - thụ động, đầu đạn nổ phá PBXN-103 43,1 kg, đầu nổ tiếp xúc, động cơ phản lực nước chạy điện giúp giảm tối đa độ ồn. Nguồn năng lượng được cung cấp bởi hệ thống ắc quy điện kẽm - bạc (cung cấp năng lượng cho động cơ điện công suất 35 mã lực). Mk-46 được trang bị 2 chân vịt quay ngược nhau.
Ngư lôi Mk-46 được phóng không tái nạp bằng cách nén không khí trong 2 bộ chứa thuốc súng phía sau. Sau khi phóng, ngư lôi được thả bằng dù và bắn sau khi lao xuống nước. Sau đó, Mk-46 bắt đầu tìm kiếm mục tiêu và cơ động theo đường ốc xoắn. Hệ thống dẫn đường có khả năng phát hiện mục tiêu ở cự ly đến 595m. Sau khi phát hiện mục tiêu, ngư lôi bắt đầu lao đến mục tiêu với vận tốc rất nhanh. Trong trường hợp tấn công không thành công, hệ thống dẫn đường cho phép tiến hành tấn công lại. lắp máy phóng ngư lôi Mk 32 cỡ 324mm trang bị loại ngư lôi chống ngầm Mk 46 dẫn đường theo phương thức chủ động và bị động. Ngư lôi Mk 46 mang đầu đạn nặng 44 kg, tầm bắn 24 km.

## Tên lửa

### RGM-84C Harpoon
Để thực hiện nhiệm vụ chống hạm, hộ vệ hạm lớp Sa’ar 5 được vũ trang tên lửa hành trình chống hạm RGM-84C Harpoon do Công ty MacDonnell Douglas (hiện nay là thuộc Tập đoàn Boeing, Mỹ) phát triển. Tên lửa được đặt trong 2 bệ phóng, mỗi bệ 4 ống phóng kiêm bảo quản. Do được thiết kế nghiêng 45 độ và đặt đối xứng nhau, hệ thống phóng rất cồng kềnh, tốn nhiều diện tích trên tàu. Khi phóng tên lửa, tàu phải xoay ngang làm tăng độ bộc lộ trước đối phương và mỗi lần chỉ phóng được 50% cơ số tên lửa Harpoon mang theo. 
RGM-84C là một tên lửa hành trình có cấu trúc khí động học thông thường. Như bất kỳ tên lửa hành trình hiện đại nào, tên lửa RGM-84C có các bộ phận chính là vỏ lượn gồm thân, cánh, đuôi, động cơ xuất phát thường là động cơ tên lửa, động cơ hành trình thường là động cơ phản lực không khí và hệ thống điều khiển và khối tự hủy. Tên lửa có cánh hình chữ thập, cánh thăng bằng và ống hút khí nửa chìm. Tên lửa có thể được trang bị thêm máy gia tốc. Để khởi động cho tên lửa, người ta sử dụng động cơ đẩy nhiên liệu rắn có thể tháo rời. Sau khi được phóng đi với một tốc độ nhất định, động cơ tuabin phản lực bắt đầu làm việc. Khi tên lửa bay ở độ cao 10-15 mét, tên lửa được điều khiển bằng hệ thống điều khiển quán tính và ở cuối quỹ đạo tên lửa được dẫn hướng tới mục tiêu bằng đầu dò radar chủ động để bám sát và khóa mục tiêu. Sau đó, hệ thống điều khiến quán tính đưa tên lửa xuống độ cao rất thấp, khoảng 3 – 5 m. Ở độ cao này, tên lửa tiếp tục quá trình điều khiển bằng dữ liệu nạp vào tên lửa và hệ thống điều khiển quán tính tiếp tục điều khiển tên lửa cho đến khi tên lửa trúng mục tiêu.
Khối dẫn quán tính được sử dụng để dẫn tên lửa Harpoon theo quỹ đạo hành trình xác định tới nơi có mục tiêu trước khi kích hoạt đầu tự dẫn radar chủ động khóa bám mục tiêu. Khối dẫn quán tính bao gồm 1 máy tính kiểm soát trạng thái hành trình và lập lệnh điều khiển cánh lái, 1 khối cảm biển gia tốc thẳng và gia tốc góc và 1 khối cập nhật dữ liệu máy đo cao vô tuyến. Dựa trên tham số hành trình được nạp trước khi phóng và các tham số gia tốc, độ cao trong hành trình của đạn, máy tính của khối dẫn quán tính tiến hành tính toán và lập lệnh điều khiển cánh lái chỉnh đạn bay theo đúng hành trình dự kiến tới mục tiêu. Máy tính của khối dẫn quán tính cũng là nơi lập lệnh kích hoạt khối tự huỷ nếu sai số dẫn vượt quá tham số khống chế.
Tên lửa được dẫn hướng tới mục tiêu bằng một đầu dò radar dẫn đường chủ động. Radar có nhiệm vụ xác định liên tục tọa độ các tham số chuyển động của tên lửa cung cấp các số liệu cần thiết và dẫn tên lửa chuyển động theo hướng bay xác định tới mục tiêu. Cấu tạo của radar dẫn đường bao gồm khối anten, khối phát, khối thu và khối xử lý tín hiệu. Các khối này được gắn trên khung đế đầu tự dẫn và được nắp chụp bảo vệ. Nắp chụp đầu tự dẫn có hình chóp elíp đảm bảo độ lợi khí động khi tên lửa Harpoon bay trong tốc độ hành trình cận âm.
RGM-84C Harpoon có chiều dài 4,64m, đường kính thân 0,34m, trọng lượng khi phóng 682 kg, được lắp đầu đạn thuốc nổ phân mảnh khối lượng 145 kg có độ xuyên phá cao, được thiết kế để tiêu diệt các tên lửa, ngư lôi, tàu pháo, tàu mặt nước có lượng giãn nước 5.000 tấn và các tàu vận tải.
Để có thể bay là là trên mặt biển ở độ cao thấp từ 3 đến 5 m, RGM-84C sử dụng một radar đo cao, bao gồm thiết bị thu phát và hai anten. Radar này có độ chính xác khá cao (1 m) và cho phép xác định độ cao của tên lửa trong phạm vi từ 1 đến 5.000 m ngay cả khi nó thay đổi đổi quỹ đạo bay. Trọng lượng của thiết bị đo độ cao khoảng 4,5 kg, được tích hợp trên bo mạch, tiêu thụ công suất 20 W.
Tên lửa chống hạm RGM-84C được lắp hai động cơ bao gồm động cơ khởi động và động cơ hành trình. Động cơ khởi động tên lửa tạo gia tốc ban đầu cho tên lửa chuyển động, khi đạt độ cao ổn định động cơ tuabin phản lực cánh quạt đẩy chính sẽ khởi động đưa tên lửa tới mục tiêu với vận tốc cận âm 280 m/s (Mach 0,8), tầm bắn 130 km. Động cơ hành trình là động cơ tuabin phản lực, động cơ có lực đẩy tối đa 450 kg, đường kính 330 mm, chiều dài 850mm, nặng 82 kg, sử dụng nhiên liệu dầu.
Khối tự huỷ của tên lửa RGM-84C được bố trí phía sau đầu đạn và nhận lệnh kích nổ huỷ tên lửa trong các trường hợp tên lửa bay chệch hành trình dự kiến quá 1 tham số khống chế, hoặc khi tên lửa không gặp mục tiêu theo tham số ngắm bắn do hệ thống điều khiển bắn trên tàu mẹ cung cấp. 

### Barak 8
Trong tác chiến phòng không, Sa’ar 5 sử dụng tên lửa phòng không tầm ngắn Barak 8. Tất cả 16 quả đạn tên lửa Barak 8 được đặt trong hai bệ, mỗi bệ 8 ống phóng thẳng đứng (VLS) có tổng trọng lượng 1,7 tấn phóng thẳng đứng. Tên lửa phòng không Barak 8 là một dự án phát triển chung giữa IAI và Cơ quan nghiên cứu và phát triển quốc phòng Ấn Độ (DRDO), thuộc một phần của một thỏa thuận trị giá 350 triệu USD được ký kết vào năm 2006. Barak 8 được thiết kế dựa trên nền tảng loại tầm ngắn Barak 1 và được sử dụng để đối phó với nhiều mối nguy hiểm trên không như: tên lửa hành trình chống hạm, bom hành trình, máy bay có người lái và không người lái… 
Nhìn từ hình dáng bên ngoài, Barak 8 giống như một chiếc gậy tròn nhỏ dài. Cấu tạo của tên lửa gồm bốn bộ phận: đầu trên là đầu dò radar chủ động xung Doppler với chóp nhọn bảo vệ ở đầu được lắp ở sát mũi tên lửa; bộ phận thứ hai là đầu đạn nổ phân mảnh (HE) 60 kg với ngòi nổ vô tuyến cận tiếp xúc; bộ phận thứ ba là 2 tầng động cơ đẩy không khói, có tác dụng đẩy tên lửa bay về phía trước; bộ phận cuối cùng là đuôi tên lửa, phần trên của đuôi có lắp cánh tên lửa dùng để giữ cho tên lửa bay thật ổn định. Đạn tên lửa Barak 8 dài 4,5m; đường kính thân 0,54m; sải cánh 0,94m; trọng lượng 275 kg; tầm bắn tối đa 70 km; độ cao diệt mục tiêu 16 km; tốc độ hành trình Mach 2, có khả năng đánh chặn mục tiêu cơ động cao. Đạn tên lửa có thể tăng tầm đánh chặn nếu được lắp thêm động cơ đẩy tăng cường. 
Về phương thức dẫn đường, nhận diện mục tiêu sẽ được nạp vào tên lửa trước khi phóng, với dữ liệu nhận dạng có thể được cung cấp bởi radar hoặc các hệ thống quan sát quang học. Sau khi được phóng thẳng đứng, Barak 8 được dẫn bằng quán tính độc lập giai đoạn đầu theo thông tin được cung cấp trước đó, ở giai đoạn 2 tên lửa liên tục cập nhật thông tin dữ liệu mục tiêu từ tàu phóng qua kênh liên kết để hiệu chỉnh đường bay và trong giai đoạn cuối nó sẽ kích hoạt radar chủ động để xác định mục tiêu (phương thức "bắn và quên"). Hệ thống điện tử sẽ điều chỉnh nhảy tần số của radar nếu thấy có hiện tượng bị nhiễu và nếu không tìm thấy mục tiêu trong một khoảng thời gian tên lửa sẽ tự hủy hay nhận lệnh tự hủy từ bên ngoài. Việc sử dụng đầu nổ phân mảnh có định hướng giúp điều chỉnh hướng nổ của đầu đạn dựa theo vị trí của mục tiêu trong radar với các tính toán hướng di chuyển của mục tiêu và sẽ phát nổ khi tiến lại gần trong một khoảng nhất định. 

## Hệ thống động lực
Sa’ar 5 trang bị hệ thống động lực kết hợp hai động cơ diesel MTU 12V 1163 TB82 và động cơ tuốc bin khí GE LM 2500 cho phép tàu đạt tốc độ tối đa 33 hải lý/h, tầm hoạt động khoảng 6.500 km.